# 인공 눈물

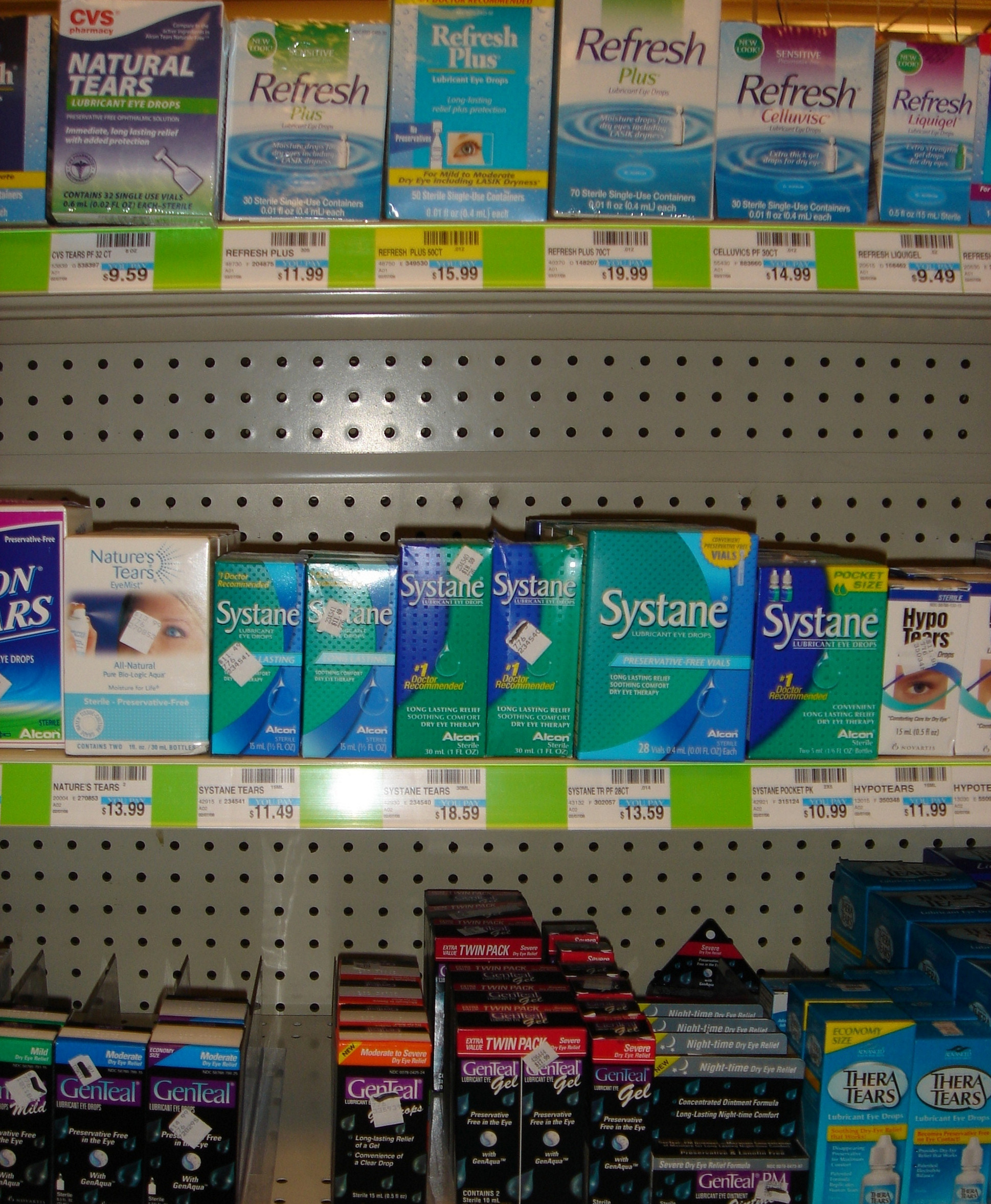
상점에 전시된 여러 브랜드의 인공 눈물

인공 눈물(人工- )은 윤활을 목적으로 하는 안약으로, 건성각결막염 (안구 건조증)으로 인해 눈물이 부족해짐으로써 나타나는 건조증과 염증을 치료하는데 쓰인다. 콘택트 렌즈를 촉촉하게 하거나, 눈 검사를 할 때도 사용된다.
인공 눈물은 일반의약품으로 이용 가능하다.

## 화학
인공 눈물을 만들 때 필요한 물질로는 카복시메틸셀룰로스(CMC), 하이드록시프로필 메틸셀룰로스(HPMC), 하이드록시프로필셀룰로스(HPC), 히알루론산 (HA)이 있다. 물, 염, 폴리머를 포함하지만, 자연 눈물에서 볼 수 있는 단백질은 결여되어 있다. 세 시간에 한 번 이상 이용하는 환자들은 방부제가 없는 상품이나 자극이 없는 방부제가 들어간 상품을 골라야 한다.

## 효과
수시간마다 인공 눈물을 주입하면 안구 건조증을 일시적으로 완화시킬 수 있다. 하이드록시프로필셀룰로스는 각막 표면의 눈물막을 안정시키고 두껍게 할뿐 아니라, 눈물막이 붕괴되는 시간을 늘려준다.

## 사용
인공 눈물은 일반적으로 안구 건조증 치료에서 중요하다. 증세가 약한 경우 윤활 눈물을 하루에 4번 주입할 필요가 있으며, 증세가 심한 경우 하루에 10~20번 정도로 더 많은 눈물 주입이 요구된다.

### 주의
충혈된 눈에 눈물을 주입하면 오히려 눈을 더 건조하게 만들 수 있다.

## 짐승에서의 이용
열대 지방에 서식하는 개, 고양이, 말과 같은 짐승들에게 인공 눈물은 건성각결막염을 위한 치료법의 하나로 간주된다.

## 같이 보기
- 안약